# IPad (6-го поколения)
9,71-дюймовый (официально iPad 6-го поколения) — планшетный компьютер, разработанный и продаваемый Apple Inc. Об этом было объявлено 27 марта 2018 года во время образовательного мероприятия в Lane Tech High School в Чикаго и является преемником 5-го поколения, обновленным с помощью процессора Apple A10 Fusion и поддержкой стилусов, таких как Apple Pencil. iPad также предназначен для преподавателей и школ.
С момента своего появления эта модель iPad использовалась сотрудниками Apple Retail в Genius Bar и другими сотрудниками для помощи клиентам в вопросах. С сентября 2019 года iPad седьмого поколения заменил iPad 2018 года. Это последний iPad с оригинальным 9,7-дюймовым дисплеем Retina.

## Отличия от iPad (5-го поколения)[9]
iPad (6-го поколения) получил процессор Apple A10 Fusion вместе с сопроцессором движения Apple M10 (Apple A9 и M9 для предыдущей версии соответственно).
Также планшет получил поддержку Apple Pencil (1-го поколения), однако лишился датчика идентификации по отпечатку пальца 2-го поколения, который был у предшественника. Размеры и вес же не претерпели изменений.

## Характеристики
iPad поставлялся с iOS 11.3, с предустановленным набором приложений iWork и поддержкой стилуса Apple Pencil.
Аппаратное обеспечение iPad почти идентично предыдущему поколению, за исключением нескольких обновлений, таких как поддержка Apple Pencil и стилуса, а также обновленный процессор Apple A10 Fusion. Он доступен в трех цветах: серебристом, космическом сером и новом золотом цвете, соответствующем обновленному цвету, представленному в iPhone 8. У iPad 2 гигабайта оперативной памяти. Его толщина составляет 7,5 мм. iPad доступен с объемом памяти 32 и 128 ГБ. В отличие от iPad Pro, у iPad нет ламинированного дисплея.

## Технические характеристики[13]

### Дисплей

#### Дисплей Retina
- Диагональ 9,7 дюйма, поддержка жестов Multi‑Touch, подсветка LED и технология IPS
- Разрешение 2048×1536 пикселей (264 пикселя на дюйм)
- Яркость до 500 кд/м²
- Олеофобное покрытие, устойчивое к появлению следов от пальцев
- Поддержка Apple Pencil (1-го поколения)

### Камеры

#### Камера iSight
- Широкоугольная камера 64 Мп
- Диафрагма ƒ/2.4
- Live Photos
- Сенсор BSI
- Пятилинзовый объектив
- Гибридный ИК‑фильтр
- Автофокус
- Фокусировка касанием
- Контроль экспозиции
- HDR для фото
- Панорамная съёмка (до 48 Мп)
- Серийная съёмка
- Режим таймера
- Привязка фотографий к месту съёмки

#### Камера FaceTime
- Камера FaceTime HD
- Фотографии 24 Мп
- Live Photos
- Вспышка Retina Flash
- HD‑видео 720p
- HDR для фото и видео
- Сенсор BSI
- Серийная съёмка
- Видеовызовы FaceTime по Wi‑Fi или сотовой сети

### Сотовая и беспроводная связь

#### Wi-Fi
- Wi‑Fi (802.11a/b/g/n/ac); два диапазона (2,4 ГГц и 5 ГГц)
- MIMO
- Bluetooth 4.2

#### Wi-Fi + Cellular
- Wi‑Fi (802.11a/b/g/n/ac); два диапазона (2,4 ГГц и 5 ГГц)
- MIMO
- Bluetooth 4.2
- UMTS/HSPA/HSPA+/DC‑HSDPA; GSM/EDGE; CDMA EV‑DO Rev. A
- 4G LTE
- Apple SIM
- Встроенный модуль GPS/ГЛОНАСС
- Только данные
- Вызовы по Wi-Fi

## Доступность и стоимость[14]
Планшет доступен в серебристом, золотом и серых цветах.
Объём памяти составляет 32 или 128 гигабайт.

### Стоимость
На 20 марта 2020 года по данным официального русскоязычного сайта купить планшет можно только у авторизованных реселлеров. Точной информации о стоимости нет.

## Прием
iPad 2018 года получил положительные отзывы. Гарет Бивис из TechRadar похвалил добавление Apple Pencil и мощного чипа A10, но отметил, что это было так же дорого, как и iPad предыдущего поколения. Скотт Стейн из CNET также похвалил добавление поддержки Apple Pencil и обновление до чипа A10, но раскритиковал его за отсутствие Smart Connector, а также за отсутствие такой же технологии отображения, как у iPad Pro, написав «начальный уровень 2018 года. iPad мало что дает, но делает и без того превосходный планшет выгоднее, чем когда-либо».